# Ксименес, Огюстен Луи
Маркиз Огюстен Луи де Ксименес (Хименес; фр. Augustin Louis de Ximénès; 28 февраля 1728, Париж — 1 июня 1817) — французский литератор (драматург, поэт и публицист) испанского происхождения. Наиболее известен, как автор выражения «Коварный Альбион».

## Биография
Выходец из арагонской дворянской семьи Хименес; в молодости служил во французском подразделении Королевских мушкетёров. В качестве адъютанта Морица Саксонского участвовал в битве при Фонтенуа. Вышел в отставку с военной службы в чине лагерного маршала (аналог бригадира в других армиях), после чего попробовал свои силы в драматургии. 
Первая трагедия Хименеса, «Селим» была поставлена на сцене в 1746 году. Вторая, «Эпикарис, или Смерть Нерона», не понравилась публике и выдержала лишь одно представление. То же самое произошло и с третьей трагедией — «Амалазонте». В 1761 году Ксименес на свои средства поставил в Лионе свою четвёртую трагедию — «Дон Карлос», но и её постигла та же судьба. После этого Ксименес совершенно прекратил занятия драматургией, сосредоточившись вместо этого на поэзии.
Ксименес сблизился с Вольтером, который несколько лет называл его другом и часто вставлял его стихотворения (обозначенные шифром X) в свои сочинения. Их дружба окончилась, когда Ксименес украл у Вольтера рукопись «Истории войны 1741 года». Тем не менее, несколько лет спустя Вольтер согласился примириться с Ксименесом при условии, что тот подпишет своим именем созданный Вольтером памфлет, направленный против Руссо. Ксименес согласился и памфлет долго считался его произведением.
В 1772 году издал сборник собственных сочинений, а в 1792 году — дополнение к нему. 
Ксименес проявил себя горячим сторонником Французской революции. В эпоху якобинского террора именовал себя «поэтом-санкюлотом». В соответствии с переменами обстоятельств, публиковал стихи в поддержку Республики, в поддержку Наполеона, от которого получил персональную пенсию, и, наконец, в поддержку короля Людовика XVIII, который даже наградил его орденом Святого Людовика. В течение своей многолетней литературной карьеры Ксименес постоянно, но тщетно, был кандидатом в члены Французской академии.
Был известен своим испорченным характером, везением и своеобразной внешностью. С 1768 года был женат на Анжелике Журдан, дочери писателя Жана-Батиста Журдана.
Скончался Ксименес в 1817 году.
Согласно ЭСБЕ, из числа его произведений «особенно ценятся речи: «Aux mânes de Voltaire» (1779) и «Influence de Boileau sur l’esprit de son siècle» (1787)».